# San Juan, Puerto Rico
Mallen stöder inte landet (P17) i Q41211.
San Juan (från spanska San Juan Bautista, Johannes döparen) är största stad och huvudstad i det amerikanska territoriet Puerto Rico.  Den hade enligt 2000 års folkräkning 433 733 invånare, vilket då gjorde den till USA:s 42:e största stad. Staden grundades av spanska kolonisatörer år 1521, vilka kallade staden Ciudad de Puerto Rico ("Puerto Rico-staden"). Staden är därmed den äldsta staden på Förenta staternas territorium och den näst äldsta staden i hela världsdelen Amerika som grundats av européer, efter Santo Domingo i Dominikanska republiken.
Flera historiska byggnader finns i San Juan. Bland de mest kända finns stadens före detta försvarsanläggningar, Fort San Felipe del Morro och Fort San Cristobál, tillsammans med La Fortaleza, Amerikas äldsta chefsbostad som fortfarande är i bruk.
Idag är staden en mycket stor hamnstad och är öns industriella, finansiella och kulturella centrum. Den är huvudstad och centralort i ett storstadsområde som även omfattar Bayamón, Carolina, Guaynabo, Cataño, Toa Baja och Trujillo Alto. Hela detta område motsvarar en befolkning på två miljoner invånare. Detta innebär att ungefär hälften av Puerto Ricos befolkning bor och arbetar här.
Staden har varit värd för ett antal viktiga sporthändelser, såsom panamerikanska spelen 1979, centralamerikanska och karibiska spelen 1966 samt World Baseball Classic 2006 och Caribbean Series.